# CH hvězda
CH hvězda je hvězda, která se vyznačuje přítomností velmi silných CH absorpčních čar ve svém spektru. Patří sem hvězdy populace II, což znamená že jejich věk je ve srovnání s jinými hvězdami průměrný, obsahují málo kovů a jejich jas ve srovnání s C-N uhlíkatými hvězdami je podprůměrný. Mnohé známé CH hvězdy patří mezi dvojhvězdy a předpokládá se, že všechny CH hvězdy mohou být dvojhvězdy. Podobně jako baryové hvězdy, jsou pravděpodobně výsledkem přemístění hmoty z bývalé klasické uhlíkové hvězdy, ze které se stal bílý trpaslík.